# MRPL32
MRPL32‏ (Mitochondrial ribosomal protein L32) هوَ بروتين يُشَفر بواسطة جين MRPL32 في الإنسان.